# Friedrich Schneider (Maler)
Friedrich August Schneider (* 22. April 1799 in Freiberg; † 2. Juli 1855 in Berthelsdorf) war ein deutscher Artillerieoffizier und Schlachtenmaler.

## Leben
Schneider schlug eine militärische Laufbahn ein und nahm an den Napoleonischen Kriegen teil. Zuletzt war er Hauptmann sächsischen Artillerie. Er widmete sich nebenbei der Malerei, für die er „schon in seiner Jugend Talent u[nd] Neigung gezeigt“ hatte. Aus dieser Zeit stammen Gemälde wie Die Schlacht von Dresden und die Schlacht bei Kulm, an welchen er als vierzehnjähriger Soldat teilgenommen hatte.

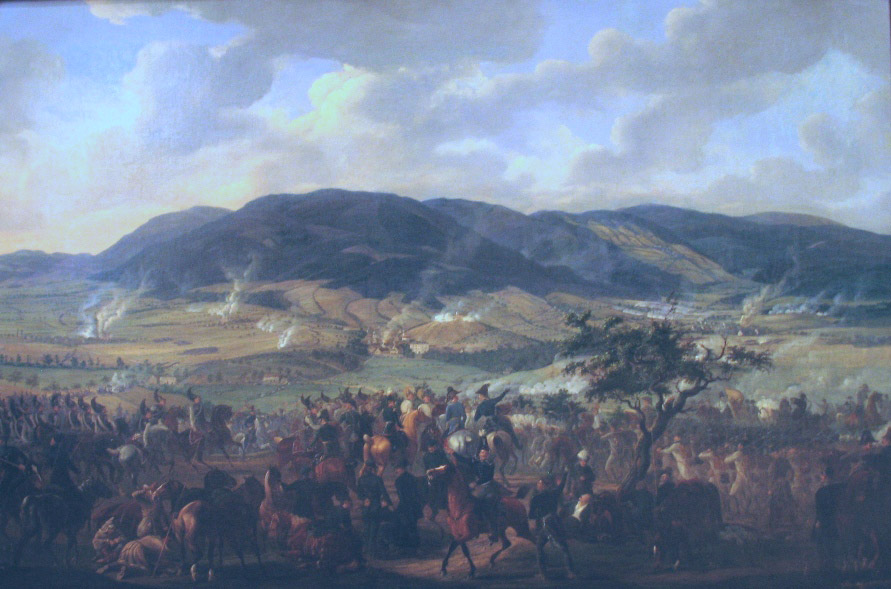
Die Schlacht bei Kulm

## Werke (Auswahl)
- um 1820: Szene aus der Schlacht bei Dresden am 27. August 1813,[2] Öl auf Leinwand, Stadtmuseum Dresden (Geschenk von Major Mor. Schneider und Fräulein Marie Schneider 1892)
- 1824: Die Schlacht bei Kulm am 30. August 1813. Sieg der Verbündeten über die Franzosen, Öl auf Leinwand, 112 × 170 cm, Heeresgeschichtliches Museum, Wien.
- 1832: Einige Beiter in Jagdkleidung
- 1840: Frachtfuhrwerk vor einem Wirtshause im sächsischen Erzgebirge
- 1843: Eindringen zweier Wölfe in ein wildes Gestüt der Steppe Süd-Bnsslands
- Schlacht bei Bautzen